# Атлас (баскетбольный клуб)
«Атлас» (серб. Атлас) — бывший сербский баскетбольный клуб, базировавшийся в Белграде, выступавший в чемпионате Сербии и Черногории. Прекратил существование в 2006 году. 

## История
Создан в 1972 году с названием «Нови Белград», однако уже в 1973 году сменил название на «ИМТ» (Индустриальные машины и трактора). В сезоне 1983—84 получил возможность выступить в высшем дивизионе чемпионата Югославии и занял 9-е место. В следующем сезоне занял 12-е место и был отправлен во второй дивизион.
Наибольших успехов добился при главном тренере Драгане Шакоте, с которым в сезоне 1986–87 завоевал Кубок Югославии по баскетболу. Это был единственный случай в истории проведения кубка Югославии, когда его завоевал клуб не из высшего дивизиона. В этом же сезоне «ИМТ» получил возможность выступать в Первой федеральной лиге. На высшем уровне играл вплоть до распада Югославии. В сезоне 1990–91 добился лучшего результата в истории — 6-го места. В 1991 году сменил название на «Инфос РТМ», однако в сезоне 1991–92 был понижен в классе. В 1992 году стал называться «ИМТ-Железничар». В 1994 году был снова переименован в «ИМТ Беопетрол». Вернулся в высший дивизион в сезоне 1997–98. В сезоне 1998–99 повторил лучший результат в истории, заняв 6-е место. Сезон 2001–02 закончил на последнем месте и вновь потерял место в элите. 
27 июня 2003 года по спонсорским причинам сменил название на «Атлас». Летом 2006 года продал лицензию клубу «Раднички КГ 06» и потерял право выступать в чемпионате.

## Тренеры
- Драган Шакота (1983–1988)
- Милан Минич
- Мирослав Николич (1991–1992)
- Зоран Кречкович (1997–2000)
- Любислав Лукович
- Лука Павичевич

## Известные игроки
- Стефан Маркович
- Никола Петкович
- Коста Перович
- Милован Ракович